# Gold the Videos
Gold the Videos —en españolː Vídeos de oro— es un videoálbum de la banda irlandesa de rock alternativo The Cranberries, lanzado al mercado el 27 de abril de 2007 y editado en formato DVD, el que contiene los 16 vídeos musicales de la banda en orden no cronológico. Fue publicado por Universal Music como parte de su «serie de oro», en la que se lanzaron diversos compilatorios de artistas pertenecientes a dicha discográfica, en la que se incluiría un álbum doble de grandes éxitos de la agrupación lanzado al año siguiente.

## Lista de vídeos
| N.º | Título                | Escritor(es)                  | Dirección                           | Duración |  |
| 1.  | «Ode to My Family»    | Dolores O'Riordan, Noel Hogan | Samuel Bayer (noviembre de 1994)    | 4:38     |  |
| 2.  | «Salvation»           | O'Riordan, Hogan              | Olivier Dahan (abril de 1996)       | 2:38     |  |
| 3.  | «Just My Imagination» | O'Riordan, Hogan              | Phill Harder (septiembre de 1999)   | 3:44     |  |
| 4.  | «Animal Instinct»     | O'Riordan, Hogan              | Olivier Dahan (julio de 1999)       | 4:52     |  |
| 5.  | «Dreams»              | O'Riordan, Hogan              |                                     | 4:24     |  |
| 6.  | «Promises»            | O'Riordan                     | Olivier Dahan (marzo de 1999)       | 4:30     |  |
| 7.  | «Zombie»              | O'Riordan                     | Samuel Bayer (septiembre de 1994)   | 5:14     |  |
| 8.  | «I Can't Be with You» | O'Riordan, Hogan              | Samuel Bayer (febrero de 1995)      | 3:08     |  |
| 9.  | «Free to Decide»      | O'Riordan                     | Marty Callner (agosto de 1996)      | 4:29     |  |
| 10. | «Linger»              | O'Riordan, Hogan              | Melodie McDaniel (octubre de 1993)  | 4:42     |  |
| 11. | «Ridiculous Thoughts» | O'Riordan, Hogan              | Freckles Flynn (julio de 1995)      | 4:42     |  |
| 12. | «When You're Gone»    | O'Riordan                     | Karen Bellone (noviembre de 1996)   | 4:37     |  |
| 13. | «You & Me»            | O'Riordan, Hogan              | Maurice Linnane (marzo de 2000)     | 3:50     |  |
| 14. | «Analyse»             | O'Riordan                     | Keir McFarlane (septiembre de 2001) | 3:45     |  |
| 15. | «Time is Ticking Out» | O'Riordan, Hogan              | Maurice Linnane (marzo de 2002)     | 3:06     |  |
| 16. | «Stars»               | O'Riordan, Hogan              | Jake Nava (octubre de 2002)         | 3:35     |  |